# Fadoro Sifulubanua
Fadoro Sifulubanua is een bestuurslaag in het regentschap Nias Barat van de provincie Noord-Sumatra, Indonesië. Fadoro Sifulubanua telt 343 inwoners (volkstelling 2010).